# Akio Tamashiro
Alfredo Akio Tamashiro Noborikawa est un karatéka péruvien né le 25 juin 1979 à Lima. Il est surtout connu pour avoir remporté deux médailles au terme des championnats du monde de karaté 2004 et 2006 en kata individuel masculin.

## Résultats
| Résultat | Date          | Épreuve         | Catégorie | Compétition                                  | Ville hôte                                |
| -------- | ------------- | --------------- | --------- | -------------------------------------------- | ----------------------------------------- |
| [ 2 ]    | Octobre 1999  | Kata individuel | Juniors   | Championnats du monde juniors et cadets 1999 | Sofia, en Bulgarie                        |
| [ 1 ]    | 2001          | Kata individuel | Seniors   | Championnats panaméricains 2001              | San Salvador, au Salvador                 |
| [ 1 ]    | 2001          | Kata par équipe | Seniors   | Championnats panaméricains 2001              | San Salvador, au Salvador                 |
| [ 1 ]    | 2001          | Kata individuel | Seniors   | Championnats sud-américains 2001             | Santiago du Chili, au Chili               |
| [ 1 ]    | 2001          | Kata par équipe | Seniors   | Championnats sud-américains 2001             | Santiago du Chili, au Chili               |
| [ 1 ]    | 2002          | Kata individuel | Seniors   | Championnats panaméricains 2002              | San Juan, à Porto Rico                    |
| [ 1 ]    | 2002          | Kata par équipe | Seniors   | Championnats panaméricains 2002              | San Juan, à Porto Rico                    |
| [ 1 ]    | 2002          | Kata individuel | Seniors   | Jeux sud-américains 2002                     | São Paulo, au Brésil                      |
| [ 1 ]    | 2002          | Kata par équipe | Seniors   | Jeux sud-américains 2002                     | São Paulo, au Brésil                      |
| [ 1 ]    | 2003          | Kata individuel | Seniors   | Championnats panaméricains 2003              | Saint-Domingue, en République dominicaine |
| [ 1 ]    | 2003          | Kata individuel | Seniors   | Jeux panaméricains 2003                      | Saint-Domingue, en République dominicaine |
| [ 3 ]    | Novembre 2004 | Kata individuel | Seniors   | Championnats du monde 2004                   | Monterrey, au Mexique                     |
| 5e place | Novembre 2004 | Kata par équipe | Seniors   | Championnats du monde 2004                   | Monterrey, au Mexique                     |
| [ 4 ]    | Mai 2005      | Kata individuel | Seniors   | Championnats panaméricains 2005              | Buenos Aires, en Argentine                |
| [ 5 ]    | Juillet 2005  | Kata individuel | Seniors   | Jeux mondiaux 2005                           | Duisbourg, en Allemagne                   |
| [ 6 ]    | 2006          | Kata individuel | Seniors   | Championnats panaméricains 2006              | Saint-Domingue, en République dominicaine |
| [ 7 ]    | Octobre 2006  | Kata individuel | Seniors   | Championnats du monde 2006                   | Tampere, en Finlande                      |